# 伯里亞區
伯里亞區（英語：Berea District）是萊索托西北部的一個區。面積2,222平方公里。根據2006年人口普查統計，人口為248,225人。首府泰亞泰亞嫩。